# 高崎詠三郎
高崎 詠三郎（たかさき えいざぶろう、1943年11月6日 - ）は、石川県出身の元騎手。

## 来歴
1962年3月に京都・橋本正晴厩舎からデビューし、同17日の阪神第9競走5歳以上50万下・スズカリユウ（5頭中3着）で初騎乗を果たす。5月3日の京都第6競走5歳以上60万下ではメイヂヒカリ産駒カツラオーザで1960年の桜花賞馬トキノキロクの2着に入り、同馬に騎乗した同27日の阪神第9競走5歳以上100万下で初勝利を挙げる。6月3日の阪神第6競走5歳以上オープンではスズカリユウで鶴留明雄が騎乗するコダマの3着に入り、9月29日の京都第6競走4歳以上オープンではリユウライトで吉永正人が騎乗する同年のダービー馬フエアーウイン、トキノキロクに勝利するが、1年目の同年は4勝に終わる。
2年目の1963年には1月6日の京都第9競走5歳以上オープンで年明け初戦のリユウフオーレルに騎乗して勝利し、前日の同5日にも勝利していたため、初の2日連続勝利を記録。リユウライトでは大阪盃でリユウフオーレルに先着する2着に入り、GI級レース初騎乗となった宝塚記念ではリユウフオーレルの5着に入った。同年は初の2桁勝利で20勝台となる23勝をマークしたが、結局この年が自己最多となった。
3年目の1964年には中京記念でカツラエースに騎乗しアサホコに先着する3着に入り、4月11日の京都で初の1日2勝を挙げ、2年連続2桁勝利となる12勝をマーク。
1965年からは1桁台が続いたが、1970年には6年ぶりの2桁となる11勝をマークし、1973年まで4年連続2桁勝利を記録。
1971年には宮本悳から乗り替わったシバクサで毎日杯をニホンピロムーテーの2着とし、京都4歳特別で人馬共に重賞初勝利を挙げ、東京優駿にも騎乗。
1972年にはシバクサで中日新聞杯をニホンピロムーテーの2着とし、阪急杯でも伊藤修司厩舎の2頭に割って入る2着、金鯱賞では3着に入り、阪急杯・金鯱賞と共にヤマニンウエーブに先着 。小倉大賞典では10番人気の牝馬リュウメインで3着に入り、9年ぶりで最後の20勝台となる22勝をマーク。
1973年にはシバタケで小倉大賞典を制し2年ぶりの重賞勝利、京阪杯も12頭中10番人気で制して重賞3勝目を挙げるが、京阪杯が最後の重賞勝利となる。
1975年には外国人タレントの草分けとなったロイ・ジェームスが本名の「六条祐道」名義で所有したイブサンに桜花賞で騎乗し、1977年には4年ぶりの2桁勝利となる10勝をマーク。
1978年にはリュウファーロス産駒リュウフローリストでサンケイ大阪杯に騎乗し、8頭中6番人気ながらホクトボーイ・テンメイに先着する2着に入った。サカエアルボーでは白菊賞（400万下）でアグネスレディー、エリカ賞（400万下）でホースメンテスコ、明けて1979年の雪割草特別ではマリージョーイの2着に入った。
1983年には6年ぶりで最後の2桁勝利となる11勝をマークし、シンボリルドルフが無敗の三冠を達成した1984年11月11日京都の最終第11競走4歳以上900万下をリュウファビュルスで勝利。
1987年12月20日の中京第10競走天竜川特別・ヤマニンスイングが最後の勝利となり、1988年2月28日の阪神第1競走4歳未勝利・サカエスイート（11頭中10着）を最後に引退。

## 騎手成績
| 通算成績 | 1着 | 2着 | 3着 | 4着以下 | 出走回数 | 勝率 | 連対率 |
| -------- | --- | --- | --- | ------- | -------- | ---- | ------ |
| 平地     | 220 | 230 | 290 | 2133    | 2873     | .077 | .157   |
| 障害     | 10  | 15  | 13  | 55      | 93       | .108 | .269   |
| 計       | 230 | 245 | 303 | 2188    | 2966     | .078 | .160   |

主な騎乗馬
- シバクサ（1971年京都4歳特別）
- シバタケ（1973年小倉大賞典・京阪杯）